# Beesby
Beesby – wieś w Anglii, w hrabstwie Lincolnshire. Leży 44 km na wschód od Lincoln i 199 km na północ od Londynu. W Domesday Book z 1086 miejscowość wspomniana jest jako Basebi.